# NGC 7804
NGC 7804 је двојна звезда у сазвежђу Рибе која се налази на NGC листи објеката дубоког неба.
Деклинација објекта је + 7° 44' 55" а ректасцензија 0h 1m 18,8s. Привидна величина (магнитуда) објекта NGC 7804 износи 13,2.